# الاتجار بالبشر في لبنان
تعتبر لبنان وجهة للنساء الآسيويات والأفريقيات اللائي يتم الاتجار بهن لغرض الاستعباد المنزلي وللنساء من أوروبا الشرقية وسوريا اللواتي يتم الاتجار بهن لغرض الاستغلال الجنسي التجاري. يتم تهريب الأطفال اللبنانيين داخل البلاد لغرض الاستغلال الجنسي التجاري والسخرة في قطاعات الأشغال المعدنية والبناء والزراعة. وتهاجر نساء من سريلانكا والفلبين وإثيوبيا إلى لبنان بشكل قانوني لكن غالبًا ما يجدن أنفسهن في ظروف السخرة من خلال حجب منعهم من التصرف في جوزات السفر بشكل غير قانوني وعدم دفع الأجور والقيود على الحركة والتهديدات والاعتداء البدني أو الجنسي. خلال النزاع المسلح في يوليو / تموز 2006 أفادت عاملات المنازل السريلانكيات بأن أصحاب عملهن منعهن من مغادرة البلاد. تأتي نساء أوروبا الشرقية والسوريات إلى لبنان بتأشيرات «فنانين» لكن بعضهن يقعن ضحية الاتجار لأغراض الاستغلال الجنسي التجاري عندما يتعرضن لأعمال قسرية مثل أخذ جوازات السفر منهم بطريقة غير القانونية وفرض قيود على حرية حركتهم والتهديدات والاعتداء البدني. لا تمتثل حكومة لبنان امتثالاً تاماً للمعايير الدنيا للقضاء على الاتجار بالبشر؛ ومع ذلك فإنه يبذل جهودًا كبيرة للقيام بذلك. وضع مكتب وزارة الخارجية الأمريكية لمراقبة ومكافحة الاتجار بالبشر لبنان في المستوى "2" في عام 2017. على الرغم من أنها أبلغت عن 17 دعوى قضائية العام الماضي إلا أن الحكومة أخفقت في إدانة أي شخص أو معاقبته جنائياً على جرائم الاتجار بالبشر على الرغم من الأدلة الوافية على ظروف السخرة. بالإضافة إلى ذلك استمرت الحكومة في افتقارها إلى خدمات حماية الضحايا أو وجود نظام رسمي لضمان عدم ايذاء الضحايا.

## الملاحقة القضائية
لم يبذل لبنان جهودًا كبيرة لمحاكمة أو معاقبة مرتكبي جرائم الاتجار بالبشر خلال الفترة المشمولة بالتقرير. يحظر لبنان ممارسة الدعارة القسرية بموجب المادة 524 من قانون العقوبات والعقوبة المقررة بموجب هذا النظام الأساسي هي السجن لمدة سنة واحدة على الأقل. بالإضافة إلى ذلك يحظر الاستغلال الجنسي التجاري لشخص أقل من 21 عامًا بموجب المادة 523 من قانون العقوبات والعقوبة المقررة للانتهاك هي السجن من شهر إلى سنة واحدة. لا يحظر قانون العقوبات اللبناني على وجه التحديد العمل القسري لكن حظرت المادة 569 حرمان الفرد من حريته في أداء مهمة ما يمكن أن تستخدم لمقاضاته بجريمة السخرة والعقوبة المقررة بموجب هذا النظام الأساسي هي الأشغال الشاقة المؤقتة. العقوبات المنصوص عليها في أعمال الاتجار بالجنس لا تتناسب مع العقوبات على الجرائم الخطيرة الأخرى مثل الاغتصاب والعقوبات المقررة لبغاء الأطفال والعمل القسري ليست صارمة بما فيه الكفاية. بسبب القيود السياسية خلال الفترة المشمولة بالتقرير حيث لا يمكن إصدار أي تشريع في لبنان بشأن الاتجار أو غيره. عاملات المنازل غير محميات بموجب أحكام قانون العمل اللبناني على الرغم من توفر هذه القوانين والقوانين المناهضة للاعتداء البدني والجنسي لم تُبلغ الحكومة عن أي دعاوى جنائية أو إدانات أو عقوبات على جرائم الاتجار في عام 2018 وهذا يمثل انخفاضًا كبيرًا من 17 دعوى قضائية تم الإبلاغ عنها العام الماضي. على الرغم من أن الشرطة ألقت القبض على صاحب عمل لمحاولته قتل خادمة منزله بضربها بشدة بمطرقة على ظهرها وكتفيها ويديها إلا أنه أُطلق سراحه فيما بعد دون عقوبة بالسجن مقابل منح الخادمة 6500 دولار وتم حفظ التحقيق في القضية بموجب القوانين الإدارية بينما علقت الحكومة تراخيص 11 وكالة توظيف وأغلقت اثنتين بسبب انتهاكات أخرى مثل الإيذاء البدني للعمال ومع ذلك لم تتم مقاضاة أي وكيل توظيف جنائيًا أو معاقبته على سوء المعاملة. علاوة على ذلك على الرغم من التقارير الواسعة النطاق عن حجب جوازات السفر - وهو مؤشر محتمل للعمل القسري - فإن الحكومة لم تبلغ عن تنفيذ القوانين ضد هذه الممارسة. وبالمثل لم يبلغ لبنان عن أي ملاحقات قضائية أو إدانات أو عقوبات على السخرة أو الاستغلال الجنسي التجاري للأطفال. على الرغم من تلقي 31 تقريرًا عن الإيذاء البدني والاغتصاب والأجور المحتجزة. وتمت تسوية هذه الحالات خارج المحكمة ولم تسفر عن أي ملاحقات قضائية أو إدانات لجرائم الاتجار.

## الحماية
على الرغم من أن المسؤولين الحكوميين قد تلقوا تدريبات على أساليب كيفية التعامل مع الضحايا التي دفعها مكتب الأمم المتحدة المعني بالمخدرات والجريمة والمنظمة غير الحكومية كاريتاس الدولية فإن الحكومة ليس لديها إجراء رسمي لتحديد ضحايا الاتجار بين الفئات السكانية الضعيفة مثل الأجانب الذين اعتقلوا بسبب انتهاكات الهجرة أو الدعارة. نتيجة لذلك من المحتمل أن تتم معاقبة ضحايا الاتجار بسبب الأفعال المرتكبة نتيجة الاتجار بهم لأن العمال الأجانب الذين ليس لديهم تصاريح إقامة وتصاريح عمل سارية يخضعون للاعتقال والاحتجاز والترحيل. وفقًا للوائح الحكومية لا يزال من الشائع أن يجبر أرباب العمل العاملات المنزليات الذي يخرق عقدها على سداد رسوم الإقامة وتصاريح العمل أو الدفع مقابل ورقة تحررها من عقدها ولا يوجد استثناء للعاملين الذين يخرقون عقودهم بسبب إساءة استخدام أرباب عملهم. لا يتم تشجيع الضحايا على اللجوء للقضاء ولا يتم تقديم بدائل قانونية لترحيلهم إلى بلدان قد يواجهون فيها مشقة أو عقاب. بدلاً من ذلك يتم ترحيل الضحايا غالبًا إلى بلادهم قبل منحهم الفرصة للإدلاء بشهادتهم ضد المتاجرين بهم. ولا يقدم لبنان خدمات الحماية لضحايا الاتجار ومع ذلك أحالت الحكومة تسعة من ضحايا الاتجار بالبشر إلى ملاجئ المنظمات غير الحكومية خلال الفترة المشمولة بالتقرير.

## الوقاية
يبذل لبنان أقل جهد ممكن لمنع الاتجار بالبشر. عقدت الحكومة شراكة مع منظمة غير حكومية لإنتاج حملة توعية عامة بشأن حقوق العمال المهاجرين. في أغسطس / آب التقى الأمين العام لوزارة العمل مع وكالات التوظيف لتحذيرهم من عمال الاتجار. ولم تتخذ الحكومة أي خطوات للحد من الطلب على أعمال الجنس التجارية في لبنان. وبالمثل لم تقم الحكومة بحملة توعية عامة تستهدف المواطنين المسافرين إلى وجهات سياحية معروفة باتجارها بالأطفال.